# Зигос
Зигос (грч. Ζυγός) је насељено место у општини Кавала у периферији Источна Македонија и Тракија, Грчка. Према попису из 2021. године било је 1.209 становника.
Према бугарском географу и историчару, Василу Канчову, у Зигосу је 1900. године живело 1.100 Турака. Године 1924. турско становништво је принудно исељено у Турску а на њихово место су насељене грчке избегличке породице из Турске, којих је на попису из 1928. било 1.518.